# Monumento naturale Sistema naturalistico delle cave di Molera di Malnate e Cagno
Il Sistema naturalistico delle cave di Molera di Malnate e Cagno è un'area protetta situata nel territorio del Parco Valle del Lanza, tra le province di Varese e Como, più precisamente nei Comuni di Malnate (VA) e Solbiate con Cagno (CO), creata per permettere la conservazione degli affioramenti di pietra arenaria e l'ecosistema sviluppatosi attorno ad essi.

## Territorio
L'area dichiarata Monumento naturale si estende per 165 ettari sul versante meridionale della valle del torrente Lanza, tra i Comuni di Malnate (VA) e Solbiate con Cagno (CO). È principalmente caratterizzata dai numerosi affioramenti di roccia arenaria, formazione del gruppo della Gonfolite testimone della storia geologica dell'area prealpina, che a partire dal XV secolo e fino all'inizio del XX ha conosciuto una intensa attività estrattiva per fini edilizi.

### Gonfolite

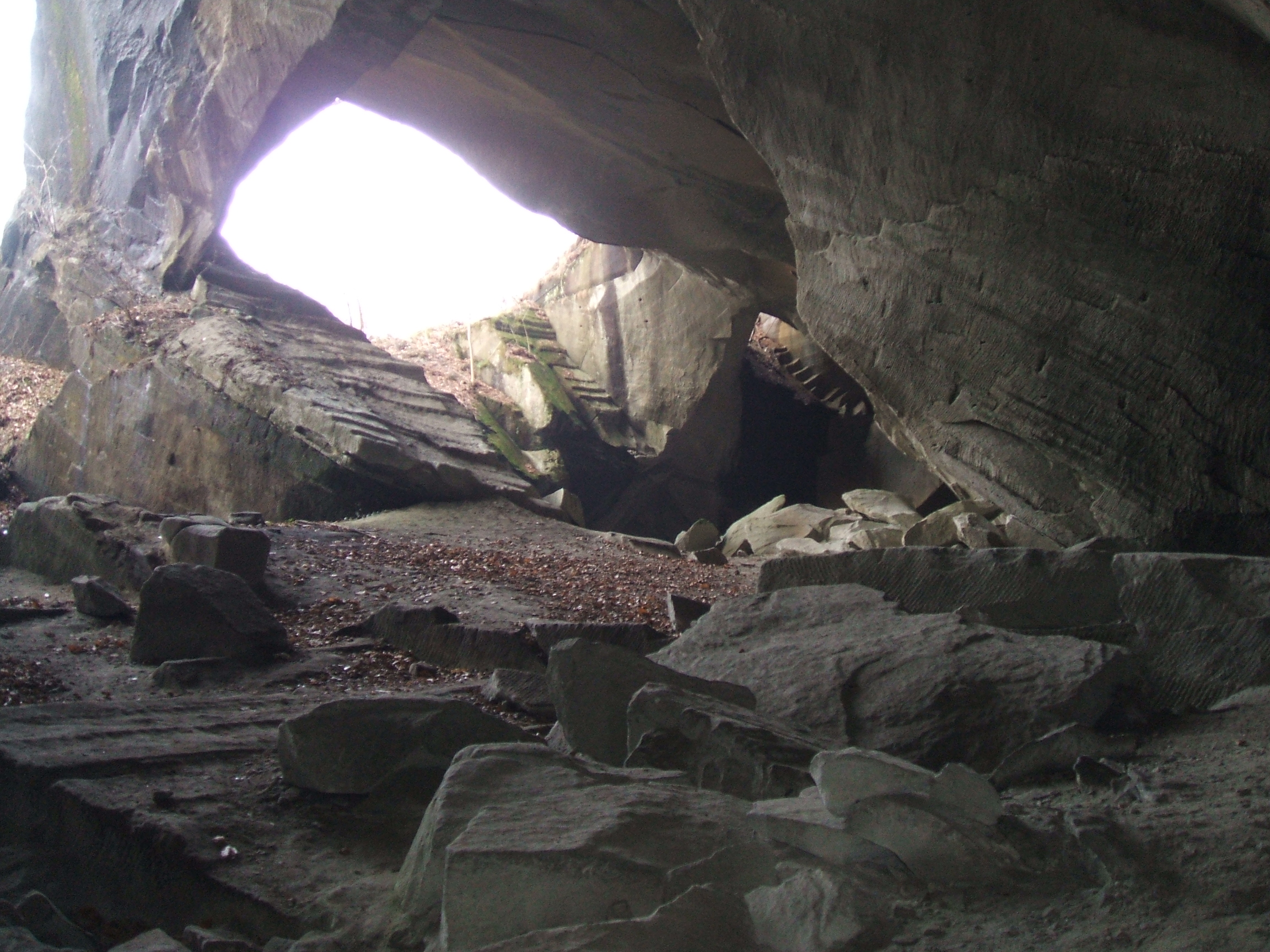
L'interno di una cava di arenaria (molera)

Tutta la fascia prealpina, dalla Lombardia occidentale fino al Veneto, è caratterizzata da affioramenti di rocce definite un tempo molasse, cioè rocce sedimentarie terrigene (che derivano dall'erosione di altre rocce) che comprendono diverse litologie: peliti (rocce formatesi dalla consolidazione di sedimento fangoso), marne (frazione argillosa e carbonatica), arenarie (sabbia) e conglomerati (granuli grossolani in matrice fine). Si sono formate diversi milioni di anni fa, dal Cretaceo (90-70 Ma) fino al Miocene (20-15 Ma), in seguito all’erosione delle Alpi che si stavano formando e al trasporto verso il bacino marino che si trovava ai piedi delle montagne nell’odierna pianura padana.
In Lombardia nord-occidentale ci sono tre formazioni riconducibili a queste rocce: il Flysch di Bergamo (BG e LC) e le Arenarie di Sarnico (CO) sono i più antichi e risalgono al Cretaceo; più recente (Oligocene-Miocene) è la Gonfolite lombarda.
Quest'ultima consiste in un gruppo di formazioni rocciose che affiora al bordo padano della catena alpina tra Como e Varese. La litologia dei corpi sedimentari è varia e comprende tutte quelle viste in precedenza.
Deriva dalla sedimentazione dei detriti erosi dalle Alpi in formazione e trasportati in mare, con la formazione di conoidi sottomarine. L’analisi dei microfossili ha individuato organismi tipici dei fondali marini, mentre la struttura delle parti più grossolane (conglomerati) sembra molto simile a quella delle zone deltizie. La presenza di resti di piante continentali, indica la vicinanza delle terre emerse. Riunendo queste caratteristiche rilevate, è stata stabilita l’origine torbiditica della gonfolite, cioè da quei depositi che si formano sul bordo della scarpata continentale, lo zoccolo che circonda i continenti al di sotto delle acque del mare. Qui i detriti trasportati dai fiumi vengono spinti al largo dalla corrente, poi trascinati verso il basso dalla gravità e formano delle conoidi sottomarine, caratterizzate da porzioni più profonde di sedimenti fini (di cui sono caratteristici i microfossili) e porzioni più superficiali con sedimenti più grossolani, che corrispondono alla zona del delta fluviale.
Il gruppo della Gonfolite, che inizialmente aveva un significato lato includendo tutte le formazioni, è stato suddiviso in due parti: formazione di Chiasso (Oligonece), a prevalenza marne, affiorante tra Como e Chiasso (Sasso Cavallasca) e gruppo della Gonfolite s.str. (Oligocene superiore-Miocene medio; spessore 2300 m), dove prevalgono conglomerati e arenarie, articolato in diverse formazioni in base alla località tipo, che si susseguono dal basso verso l’alto in base al periodo di deposizione (dall’Oligocene al Miocene inferiore).
Tra di esse le Arenarie di Malnate, che affiorano da Gornate fino a Rodero, sfruttate in periodo storico per la facilità di estrazione e lavorazione.

## Fauna
La particolare posizione geografica, lungo i naturali assi nord-sud ed est-ovest del corridoio ecologico rappresentato dal Parco del Lanza, e la naturalità degli ambienti circostanti, vedono l'area del Monumento Naturale come luogo di transito e stazionamento nelle fasi di alimentazione dei grandi ungulati presenti nel Parco e nelle aree circostanti, cervo e cinghiale.
Nell'ambito dello studio svolto da Maddalena nel 2007, sono stati rilevati all'interno delle cave di arenaria nuclei di Rana latastei, Rana dalmatina e Salamandra salamandra.

## Flora
Classificata come "acero-frassineto" dal piano di indirizzo forestale della provincia di Varese e "robinieto misto" dall'analogo documento della provincia di Como, l'area boscata nella parte malnatese si presenta come un bosco misto con alcuni residui di foresta a carpini e quercia, dominato per lo più da robinia con l'ingresso di specie esotiche quali quercia rossa e ciliegio tardivo. La parte comasca, sottoposta costantemente a tagli a raso in corrispondenza delle linee elettriche, risulta floristicamente più degradata.